# Banka Koper Slovenia Open 2008
Banka Koper Slovenia Open 2008 — жіночий тенісний турнір, що проходив на відкритих кортах з твердим покриттям у Порторожі (Словенія). Це був 4-й за ліком Banka Koper Slovenia Open. Належав до турнірів 4-ї категорії в рамках Туру WTA 2008. Тривав з 21 до 27 липня 2008 року. Восьма сіяна Сара Еррані здобула титул в одиночному розряді й отримала 22,9 тис. доларів США.

## Фінальна частина

### Одиночний розряд
Сара Еррані —  Анабель Медіна Гаррігес 6–3, 6–3
- Для Еррані це був 2-й титул за сезон і за кар'єру.

### Парний розряд
Анабель Медіна Гаррігес /  Вірхінія Руано Паскуаль —  Віра Душевіна /  Катерина Макарова 6–4, 6–1